# 等着我
等着我（英語：Waiting for Me）是中国中央电视台综合频道（央视一套）的一档公益性寻人栏目，以尋人故事為載體，目前由舒冬担任主持。2013年9月19日-21日作为特别节目播出，2014年4月5日至2022年12月21日，节目正式以常态节目形式播出，2023年7月26日起，播出特别节目《英雄功臣》。此节目不仅是中国大陆第一档全媒体寻人节目及第一档公益真人秀，也是倪萍自2004年离开央视10年后，在央视复出主持的第一档节目，节目制作还受到了中华人民共和国公安部和中华人民共和国民政部的支持。本节目曾经由今世缘独家冠名赞助。

## 播出

### 特别改动
若当晚央视一套有特别节目，则该节目会暂停播出一次（例如2015年5月31日因播出六一晚会，该节目暂停播出一次）；若遇法定节假日，则该节目亦有可能会调整档次播出。
另外，从2015年2月26日起，该节目不会在央视一套的港澳版本播出，以其他节目取代。港澳版本则延后播出无广告版本。

### 地方台播放
该节目在河北广播电视台经济频道、广西综艺频道、湖南经视（下午以《步步惊奇真情版》的名义），以及山东广播电视台齐鲁频道等各地合作方平台均有安排播出，通常是无台标的成片节目。

## 节目概要
2012年11月，央视广告经营中心副主任何海明表示，央视一套将于2013年开播公益寻人栏目《等着我》，以寻亲人、圆亲情，找恩人、报恩情，觅友人、叙友情为主体内容。2013年9月19日晚上23:30分，《等着我》以特别节目形式首播第一期，直至9月21日暂停播出，共播出了3期，由董卿担任主持人。
2014年4月5日，《等着我》栏目正式以常态节目形式首播，因考虑到节目风格搭配，主持人由早期录制时的董卿变更为倪萍。首期内容为81岁老兵寻找牺牲战友亲人，此外，首期节目还讲述了一个爱心传递的寻人故事。首期节目播出后，该节目于每周二22:30分在央视一套首播。
该节目除利用电视寻人平台外，还利用全国纸媒、广播、网络以及新媒体平台，组成具备国家力量的全媒体寻人平台。该平台除了对节目中的案例进行发布、推广报道外，还发布与传播各类寻人启事，并在节目播出时进行多方互动。
2015年5月24日，《等着我》移至央视一套周日黄金档播出，接档《出彩中国人》第二季，播出时长由50分鐘增加到90分鐘。移至黄金档播出的《等着我》，从舞美设计上融入了“家”元素。2015年6月2日-9日，因东方之星号客轮翻沉事件，央视一套暂停了所有综艺节目的播出，但由于《等着我》是一档具有公益性质的节目，因此该节目仍然照常播出。
2018年2月23日，倪萍在微博上宣布退出《等着我》，节目因此暂停播出一段时间；5月20日，节目复播，由资深媒体人、中央人民广播电台评论员，也是曾经担任节目“爱心大使”的张春蔚接棒主持。但几个月后张春蔚离开节目，主持人改由原寻人团团长舒冬担任，寻人团团长改由央视主持人李七月担任。
2022年12月21日，常规节目播出最后一期。
2023年7月26日，《等着我》复播，并推出特别节目《英雄功臣》。以讲述曾参与抗美援朝的烈士的英雄事迹为主体内容。

## 职员
- 主持人：舒冬（爱心访问人）、李七月（寻人团团长）
- 爱心大使（嘉宾）：赵忠祥、陈士渠、张宝艳、郁钧剑、高继辉、丁超、濮存昕（已退出）
- 导演组：胡波、汤识理、郝峻、梁爽、王小琳、徐理明、曹文娟、李晗、王敏、马飞、吴梦梁、刘喆、马婉宁[12]

## 主题曲
| 曲序 | 曲目                     |        | 作曲 | 编曲 | 演唱 |
| ---- | ------------------------ | ------ | ---- | ---- | ---- |
| 1.   | 等着我（主题曲／片尾曲） | 田辰明 | 罗威 | 罗威 | 周深 |

## 收视
该节目自2014年4月5日首播以来，收视率一路攀升，首10多期的收视份额达到了0.44。而节目在2015年5月24日在黄金档首播后，全国34城收視率達2.05%，份額達5.78，在所有卫视频道同時段排第一；全網收視率達1.74%，份額達5.23%，第二期黄金档《等着我》50城收视率达2.3%，份额达6.53%，位列所有卫视频道同时段第一，全网收视率更是达到2.059%。

## 影响与评价
该节目在开播当日，节目官方百度贴吧内活跃用户数超过2000人，新增关注用户数接近700人，播出的1小时内主题贴高达百余篇，较播出前数据相比，其活跃用户数、新增用户数以及发主题贴数都有近10倍的增长。而节目官方微博在节目播出当天，粉丝数量直增10余万人，并引发众多网友回复讨论。而节目官方微信公众号也在节目播出当天直增关注三百余人，并收到众多观众正能量的评价。节目播出40多期以来，各平台已经累计帮助5600位求助者，帮助600多个家庭实现了团圆，寻人成功率达60%。节目官方网站上已有注册用户18373名，发布了30964条寻人信息，收集了3594条线索，而官方百度贴吧、微博、微信公众号、手机客户端更是每天接受数以千计的寻人信息。
节目自开播以来，一直深受了包括專家在內的一致好评，而差评几乎为零。据節目製片人楊新剛表示，《等著我》在講求真實性的同時，更看重社會效益而非商業價值；而廣電總局發展研究中心副主任楊明品称，《等着我》是一檔传递正能量的電視節目。

## 花絮
据倪萍经纪人、配音员陈倩表示，在《等着我》栏目筹办时，曾数次邀请倪萍复出主持。为了给观众较好的印象，倪萍在录制节目前拼命减肥瘦了近二十斤。在录制节目期间，倪萍还得了腰椎间盘突出症，她在患病期间，通过吃药的途径恢复健康状态。另外，寻人团团长舒冬也在錄製節目之餘與各導演飛往全國各地，根據線索幫忙尋人。

## 争议事件
2014年11月，倪萍在主持《等着我》时，说“我们微博的阅读量是五千五百万。同志们，这是什么啊？将近一个亿呀！”随后此话引起网友争议。而倪萍已经在其个人微博公开回应，称其个人“数学不好”，并对此道歉。
2015年7月，关于电影《嫁给大山的女人》的讨论波及《等着我》，其中两期节目被网友截屏，并指“央视的价值观是‘男人是人，小孩是人，只有女人不是人’”、“一个女性被家暴了，逃离了殴打她的丈夫，央视非但帮助这个丈夫在找人，还登了这个女性的照片。”。

## 电视节目的变迁
| 中国中央电视台综合频道 周六22:30 | 中国中央电视台综合频道 周六22:30 | 中国中央电视台综合频道 周六22:30 |
| -------------------------------- | -------------------------------- | -------------------------------- |
|                                  | 等着我 （2014年4月5日）          |                                  |
| 开讲啦 （2014年1月4日－3月29日） | 开讲啦 （2014年4月12日－）       |                                  |

| 中国中央电视台综合频道 周二22:30 （2015年3月3日起，港澳版本改播粤语电视剧） | 中国中央电视台综合频道 周二22:30 （2015年3月3日起，港澳版本改播粤语电视剧） | 中国中央电视台综合频道 周二22:30 （2015年3月3日起，港澳版本改播粤语电视剧） |
| --------------------------------------------------------------------------- | --------------------------------------------------------------------------- | --------------------------------------------------------------------------- |
|                                                                             | 等着我 （2014年4月15日－2015年5月19日）                                     |                                                                             |
| 国际艺苑 （2014年4月8日）                                                   | 等着我（重播版） （2015年5月26日－）                                        |                                                                             |

| 中国中央电视台综合频道 周日20:00           | 中国中央电视台综合频道 周日20:00 | 中国中央电视台综合频道 周日20:00 |
| ------------------------------------------ | -------------------------------- | -------------------------------- |
|                                            | 等着我 （2015年5月24日－）       |                                  |
| 出彩中国人第二季 （2015年3月1日－5月17日） | 播出中                           |                                  |

| 中国中央电视台综合频道 周日20:00            | 中国中央电视台综合频道 周日20:00       | 中国中央电视台综合频道 周日20:00 |
| ------------------------------------------- | -------------------------------------- | -------------------------------- |
|                                             | 等着我第五季 （2019年5月3日－8月25日） |                                  |
| 挑战不可能第四季 （2019年1月20日－4月21日） | 故事里的中国 （2019年10月13日－）      |                                  |